# Oblo
Das Oblo ist eine möglicherweise ausgestorbene isolierte Sprache des nördlichen Kamerun.
Es zählt zur Sprachgruppe der Adamaua-Ubangi-Sprachen und ist keiner seiner Untergruppen zuzuordnen. Die Sprecher sind zumeist dazu übergegangen, die Kameruner Amtssprache Französisch zu übernehmen, da jenes ein höheres politisches Prestige seitens der Regierung genießt. 
Oblo ist beziehungsweise wurde in einem kleinen Gebiet einschließlich Gobtikéré, Ouro Bé und Ouro Badjouma, in Pitoa im Bénoué-Department gesprochen.